# Joias da Coroa Austríaca

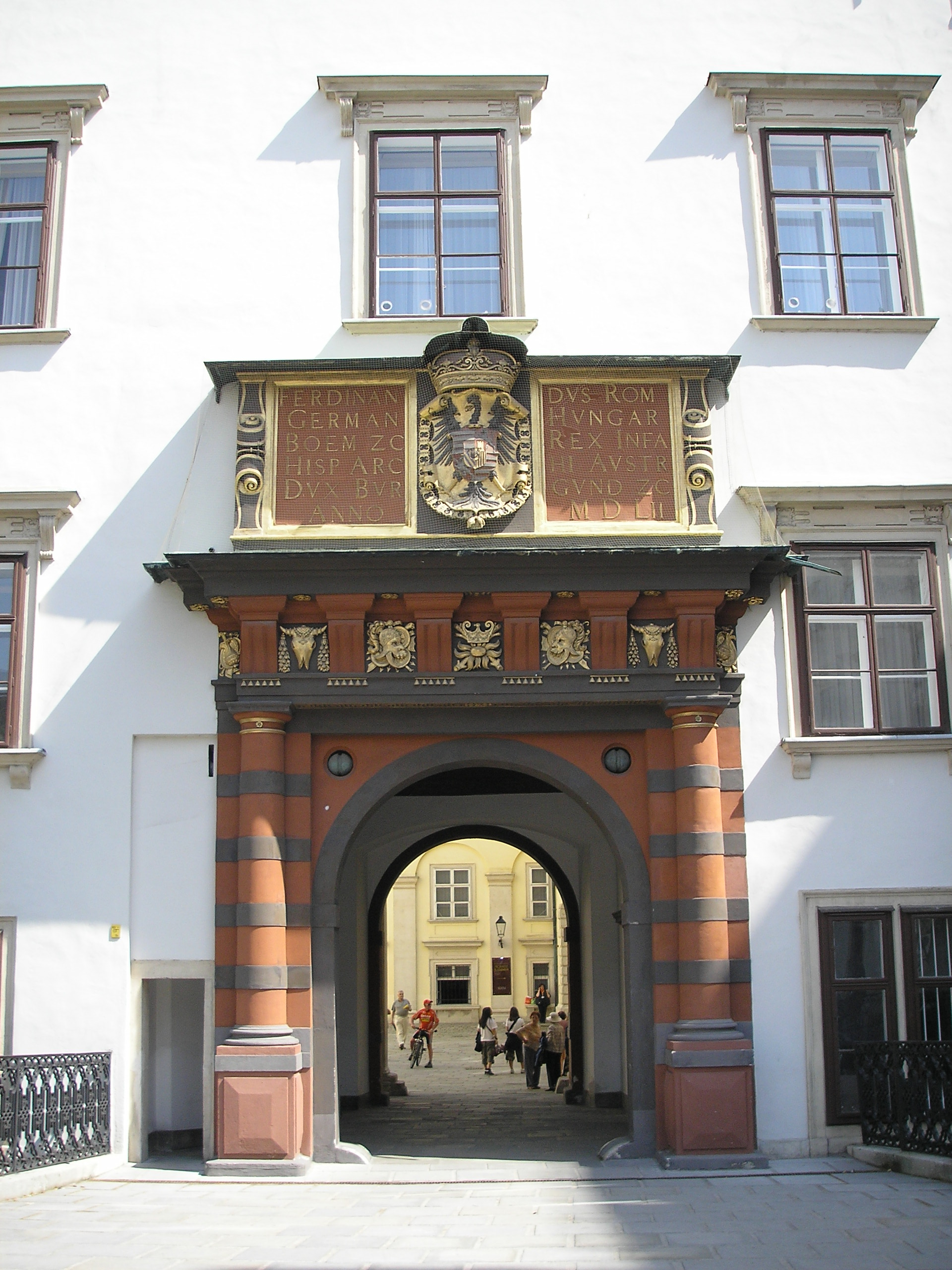
A Porta dos Suíços (Schweizertor) do Palácio Hofburg, permite o acesso ao pátio, de mesmo nome, que direciona para a Câmara dos Tesouros.

As joias ou insígnias da Coroa Austríaca (em alemão: Insignien und Kleinodien) são roupas e símbolos usados pelos imperadores do Sacro Império Romano-Germânico, e mais tarde pelos imperadores da Áustria, em suas cerimônias de coroação ou de investiduras (quando os imperadores da Áustria não foram coroados) e outras cerimônias de Estado. Normalmente, os logotipos que usados em uma coroação são: a coroa ou coroas, cetros, orbes, espadas, capas, anéis, cruzes, medalhões, relicários e outros itens necessários para o desenvolvimento da cerimônia.
A maior parte das Joias da Coroa Austríaca, também conhecidas como Tesouro Imperial estão conservadas no Schatzkammer ("Casa do Tesouro"), localizado no Palácio Imperial de Inverno em Viena. Abriga uma coleção de joias dos séculos X ao XIX. Está entre as coleções de objetos reais mais importantes do mundo e reflete séculos de história europeia. O tesouro imperial está dividido em duas partes:
- O tesouro secular (Weltliche Schatzkammer)
  - As insígnias do Império Austríaco
  - As insígnias do Sacro Império Romano Germânico
  - As insígnias de homenagem dos domínios hereditários da Áustria
  - O tesouro da casa de Habsburgo-Lorena
  - Os tesouros da herança de Borgonha e da Ordem do Tosão de Ouro
- O tesouro sagrado (Geistliche Schatzkammer)

As peças mais importantes são as insígnias do Sacro Império Romano-Germânico e do Império Austríaco, que também inclui as indumentárias para a coroação do Reino Lombardo-Vêneto. Hoje a Casa do Tesouro depende do Museu de História da Arte de Viena (Kunsthistorisches Museum).

## O tesouro secular

### As insígnias de homenagem dos territórios hereditários da Áustria
A Áustria passou de uma pequena marca para um ducado e posteriormente arquiducado. Os marqueses, duques e arquiduques pertenciam às dinastias de Babemburgo e de Habsburgo. Quando morreu, em 1246, o último duque da casa de BabembergaFederico II, o rei Otacar II da Boêmia assumiu a sucessão, mas foi derrotado por Rodolfo IV, Conde de Habsburgo, em 1278, com a ajuda de seus filhos Alberto e Rodolfo. Rodolfo de Habsburgo investiu seu filho Alberto como duque da Áustria. A cerimônia de entronização dos arquiduques da Áustria não era como as habituais cerimônias de coroação. Foi uma cerimônia de homenagem dos Estamentos, chamado em alemão de Erbhuldigung. Os estamentos reunidos juravam lealdade ao novo monarca e este deveria comprometer-se a garantir seus direitos e preservar seus privilégios. Nesta cerimônia, como em uma coroação, se empregavam as insígnias que simbolizavam a autoridade do soberano.
A insígnia mais importante empregada na cerimônia de coroação de homenagem dos estamentos da Áustria era o barrete germânico arquiducal, utilizado na entrada em Frankfurt, por José II para a sua coroação como rei dos germânicos em 1764. O orbe e o cetro que se utilizavam na cerimônia eram do Reino da Boêmia, até o começo do século XVII. Atualmente, o barrete arquiducal encontra-se na abadia Agustina de Klosterneuburg, na Baixa Áustria.

### As insígnias do Império Austríaco

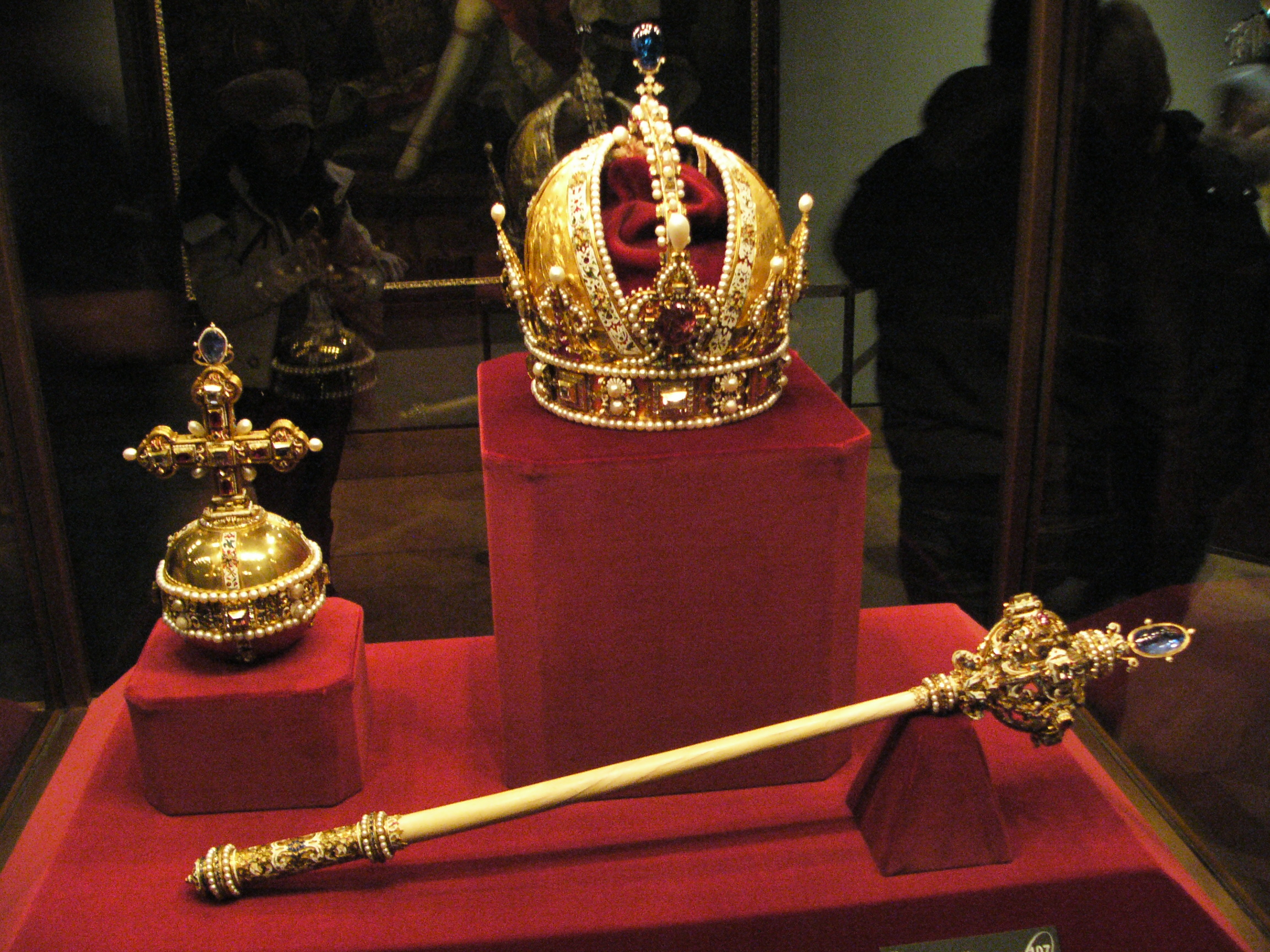
A coroa, o cetro e o orbe imperiais da Áustria.

As insígnias imperiais austríacas são as seguintes:
- A Coroa de Rodolfo II, que posteriormente se tornou a Coroa Imperial Austríaca, foi fabricada por Jan Vermeyen em Praga, em 1602. É feita com ouro de grande pureza e decorada com esmaltes, pérolas, diamantes, rubis, espinelas, safiras e um forro de veludo. Antes que fossem enviadas a Viena, as Insígnias do Sacro Império estavam guardadas em Nuremberga e eram utilizadas unicamente nas cerimônias de coroação. Por esta rezão, os sacro-imperadores ordenaram o fabrico de outras coroas para uso pessoal. Destas, a única que foi conservada é a de Rodolfo II, e é qualificada como um dos melhores trabalhos em ourivesaria de toda Europa. Afortunadamente, ela não foi desmontada com a morte do Sacro-Imperador como aconteceu com as outras.

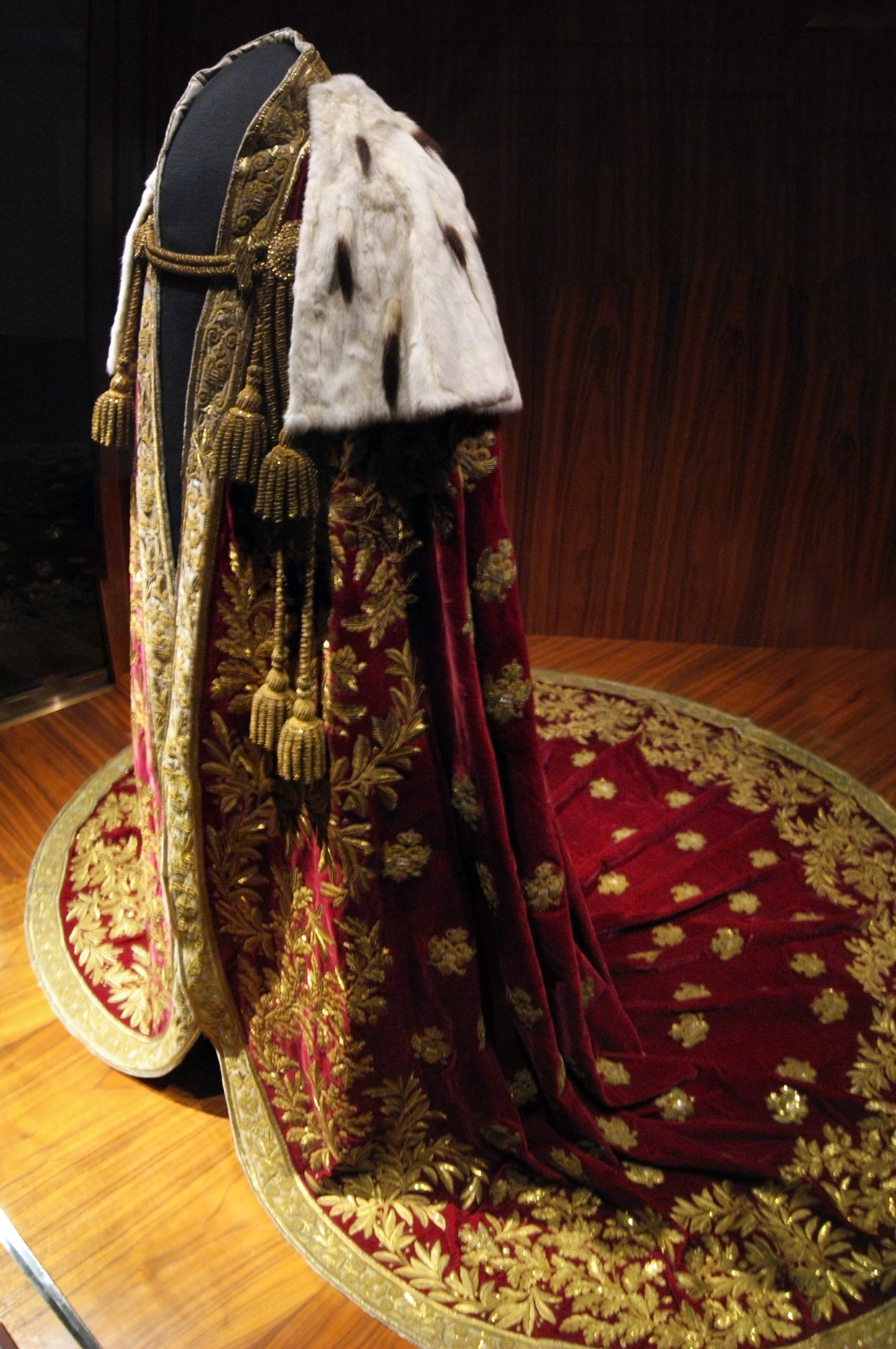
O manto do Império Austríaco.

A coroa de Rodolfo II se divide em três partes: o círculo decorado com rosetas em forma de lírio, que simboliza a autoridade do imperador, dois diademas ou arco central que são tomadas a partir da coroa do Sacro Império Romano-Germânico, e a mitra de ouro que simboliza o exercício do poder absoluto por direito divino e a relevante posição espiritual do imperador. A coroa tem também, em sua parte superior, uma turquesa esmeralda, que representa o céu. A mitra está decorada com cenas alusivas dos principais títulos de Rodolfo II: sua vitória sobre os turcos otomanos (imperador); sua coroação como sacro-imperador romano-germânico (augusto) em Ratisbona; cavalgando sobre a colina de coroação de Bratislava como Rei da Hungria e a procissão depois de sua coroação como Rei da Boêmia, em Praga. No interior das diademas aparece gravada a inscrição: RVDOLPHVS II ROM(ANORVM) IMP(ERATOR) AVGVSTUS HVNG(ARIAE) ET BOH(EMIAE) REX CONSTRVXIT MDCII (realizada em 1602 para Rodolfo, sacro-imperador romano-germânico, Rei de Hungria e Boêmia). A escolha de algumas pedras que adornam a coroa e o seu número tem um significado alegórico e místico. A Coroa do Sacro-Imperador é composta por oito placas e os diamantes simbolizam Jesus Cristo.
Em 11 de agosto de 1804, em virtude do acordo assinado com Napoleão Bonaparte, Francisco II dissolveu o milenar Sacro Império Romano-Germânico que foi sucedido pelo Império Austríaco. Os imperadores austríacos não voltaram a utilizar a coroa do Sacro Império, convertendo a coroa de Rodolfo II em coroa imperial austríaca.
- O orbe e cetro imperiais: foram feitos por Andreas Osenbruck, em Praga, entre 1612 e 1615, por encomenda de Matias, Sacro Imperador Romano-Germânico, irmão e sucessor de Rodolfo II. Ambas as insígnias foram feitas com material igual ao da coroa e contam com um desenho semelhante. Também estão decoradas com esmaltes, rubis, safiras e pérolas.
- O Manto do Império Austríaco: foi desenhado por Philip von Stubenrauch (1784-1848) e feito em Viena, em 1830 por Johan Fritz, mestre bordador encarregado pelo imperador Francisco II para a coroação de seu filho Fernando V, rei da Hungria. O manto foi confeccionado em veludo vermelho, peles de arminho e seda branca. Esta adornado com bordados de ouro na forma de águias bicéfalas com o escudo austríaco e com forma de ramos de carvalho e louro na borda.
- A indumentária para a coroação do Reino Lombardo-Vêneto. Depois do Congresso de Viena, foi criado o Reino Lombardo-Vêneto, sob domínio austríaco. O manto que é o objeto mais destacado da indumentária, foi desenhado por Philip von Stubenrauch e realizado por Johan Fritz, em Viena em 1838. É muito semelhante ao manto do Império Austríaco, porém é confeccionado em veludo azul e laranja, pele de arminho, seda branca, bordados de ouro, de prata e de renda. A borda do manto está adornada por uma fileira de medalhões que representam a Coroa de Ferro. Estes medalhões estão rodeados por bordados em forma de agrupamentos de palmeiras, folhas de carvalho e louro. Teve de fazer-se este manto pois só havia a Coroa de Ferro, quando se decidiu coroar, em Milão, o imperador Francisco I, como soberano do Reino Lombardo-Vêneto, na celebração de 6 de setembro de 1838. Quando os austríacos perderam a guerra contra o Reino de Sardenha no processo de unificação da Itália, em 1859, as insígnias do Reino Lombardo-Vêneto, salvo a Coroa de Ferro, foram enviadas a Viena.

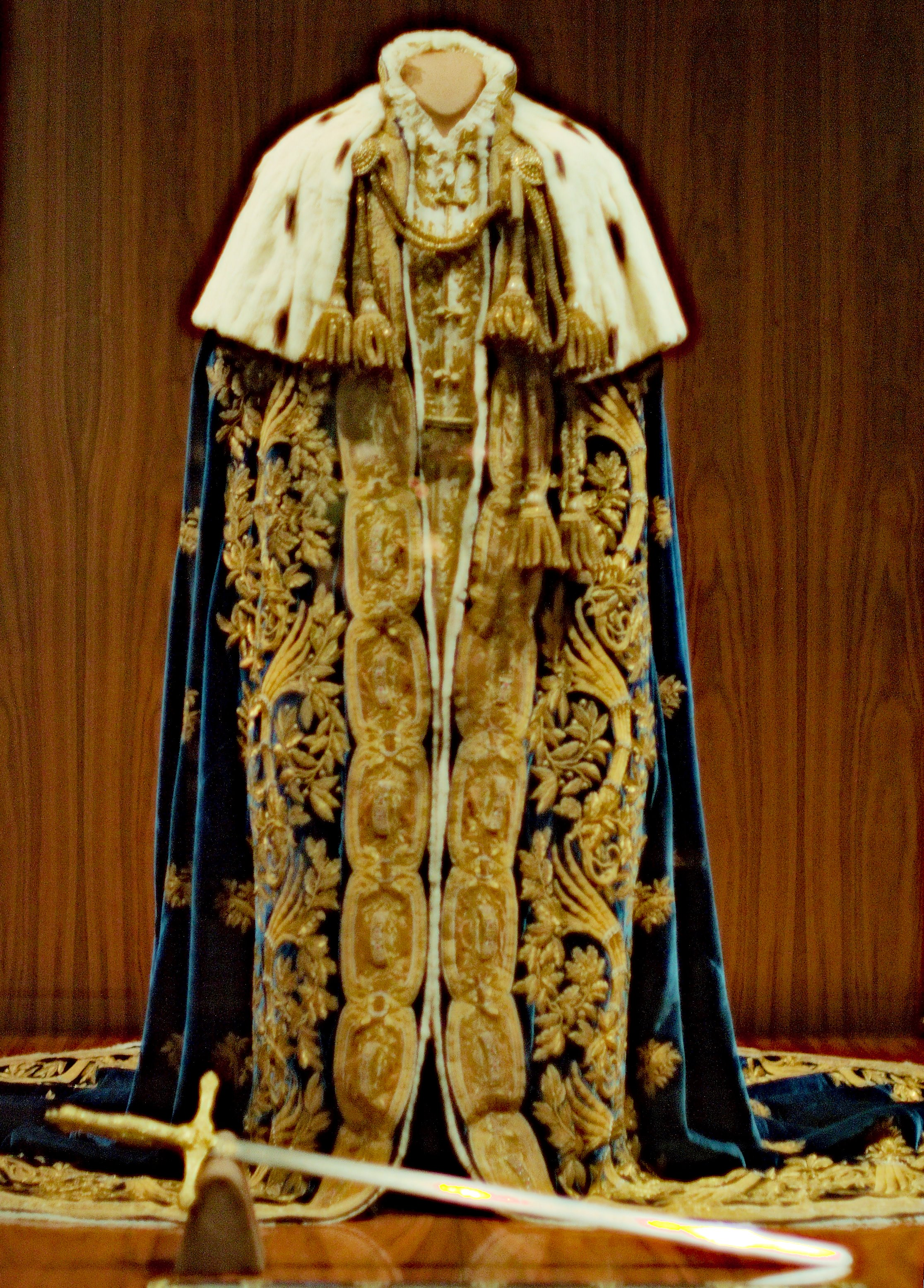
A indumentária para a coroação do Reino Lombardo-Vêneto.

### O tesouro da casa de Habsburgo-Lorena

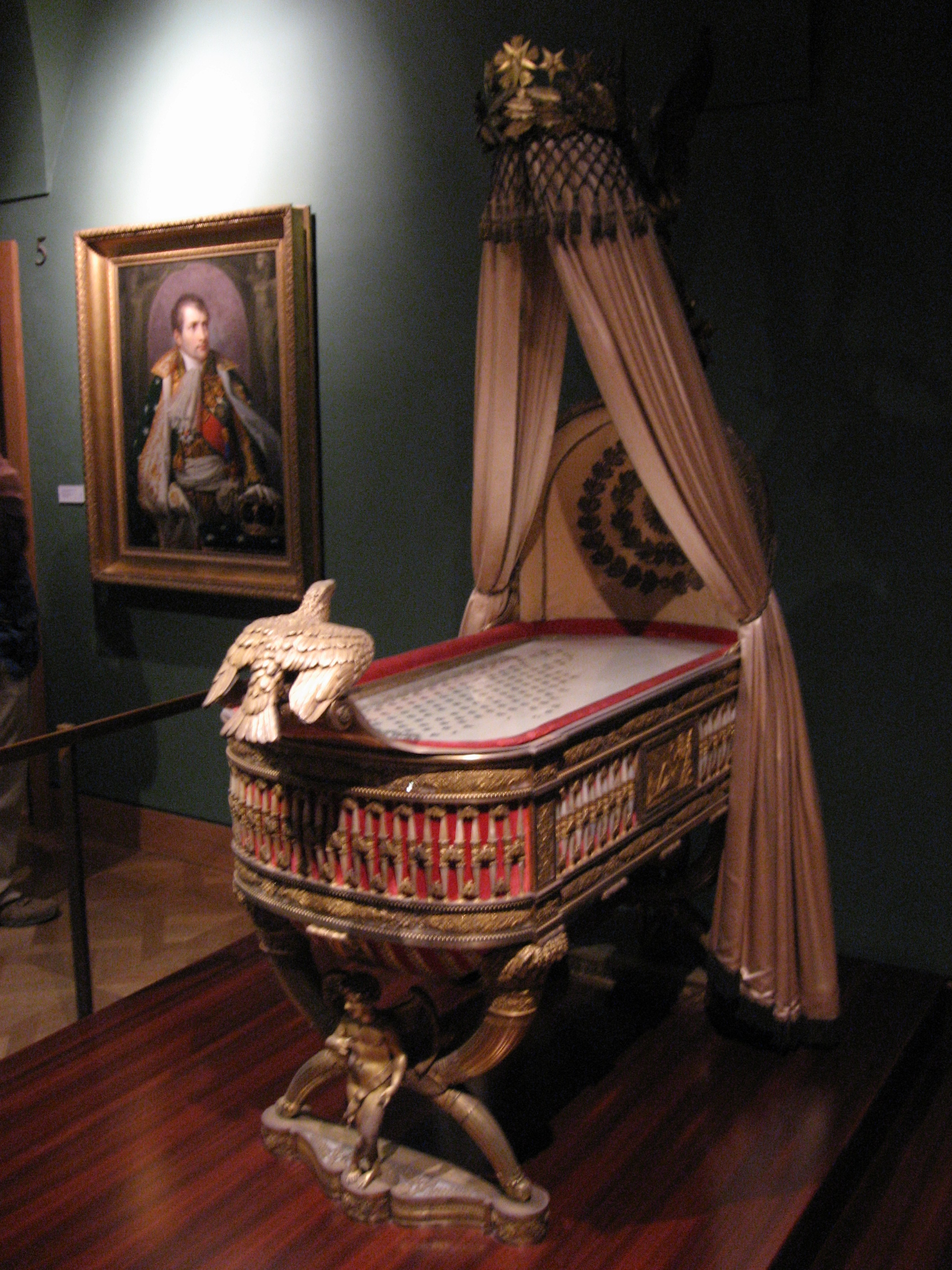
O berço do Rei de Roma.

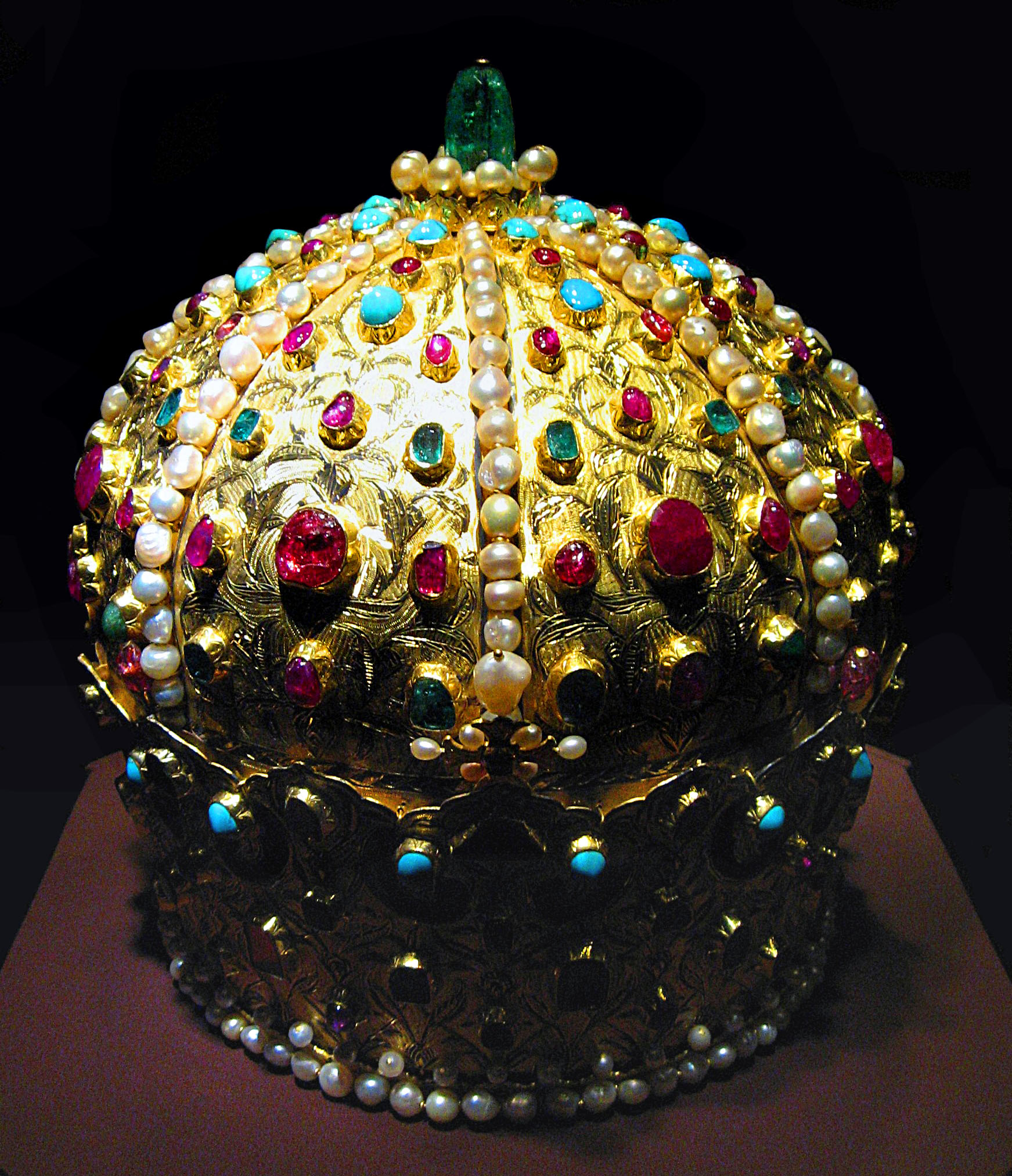
A coroa de Estêvão Bocskai.

O tesouro da casa de Habsburgo-Lorena conta com peças de uso quotidiano dos membros da Casa de Áustria. Esta coleção é muito ampla e somente se mostram alguns objetos destacados, entra eles se encontram:
- O berço do Rei de Roma encomendado de Paris como presente a suas majestades imperiais, Napoleão I e a sua segunda esposa Maria Luísa de Áustria, filha do imperador Francisco I da Áustria, pelo nascimento de seu filho Francisco Carlos José Bonaparte. Foi fabricado em Paris, em 1811 por Pierre-Paul Prudhon (1758-1813), Henri-Victor Roguier (1758-depois de 1830), Jean-Baptiste-Claude Odiot (1763-1850) e Pierre-Philippe Thomire (1751-1843). Feito com placas de ouro, pérolas, placas de cobre e forrado com seda, veludo e tule. Nos tecidos, há bordados de ouro e prata. Uns anjos sustentam um pequeno dossel sobre a cabeça e uma águia repousa ao pé do berço. Os lados do berço são decorados com abelhas, um símbolo do império napoleônico.
- Roupas e objetos preciosos do batismo: saias, velas.
- Vários jarros e taças de ouro baptismal da Espanha.
- Uma pomada [necessário esclarecer] de esmeralda e ouro encomendada pelo imperador Ferdinando II e trabalhada em Praga em 1641 por Dionísio Miseroni. Esta pomada é feita com uma esmeralda de 2680 quilates (540 gramas).
- Algumas gemas muito marcantes como o zircão amarelo "Beleza" e joias diferentes.
- A Coroa do Príncipe da Transilvânia, Estêvão Bocskai: este lutou ao lado dos turcos otomanos durante as guerras contra os Habsburgos. Em agradecimento, os otomanos enviaram uma coroa, feita, provavelmente, na Pérsia, numa data próxima a 1600. Após a morte de Estêvão Bocskai, em 1609, sua coroa foi enviada para Viena. É feita de ouro, adornada com pérolas e pedras preciosas. Dado que no Império Otomano, não foram utilizadas coroas, seguiu-se o modelo kamelaukion, uma batida com seu deck superior, que foi introduzido pelo Império Bizantino, cujo modelo também foi usado em suas coroas e cocares da Igreja Ortodoxa. Esta coroa é dividida em duas partes: um grande remate em forma de círculo decorado com lírios e uma casca esférica. A cruz grega está localizado sobre os lírios.

### As insígnias do Sacro Império Romano-Germânico

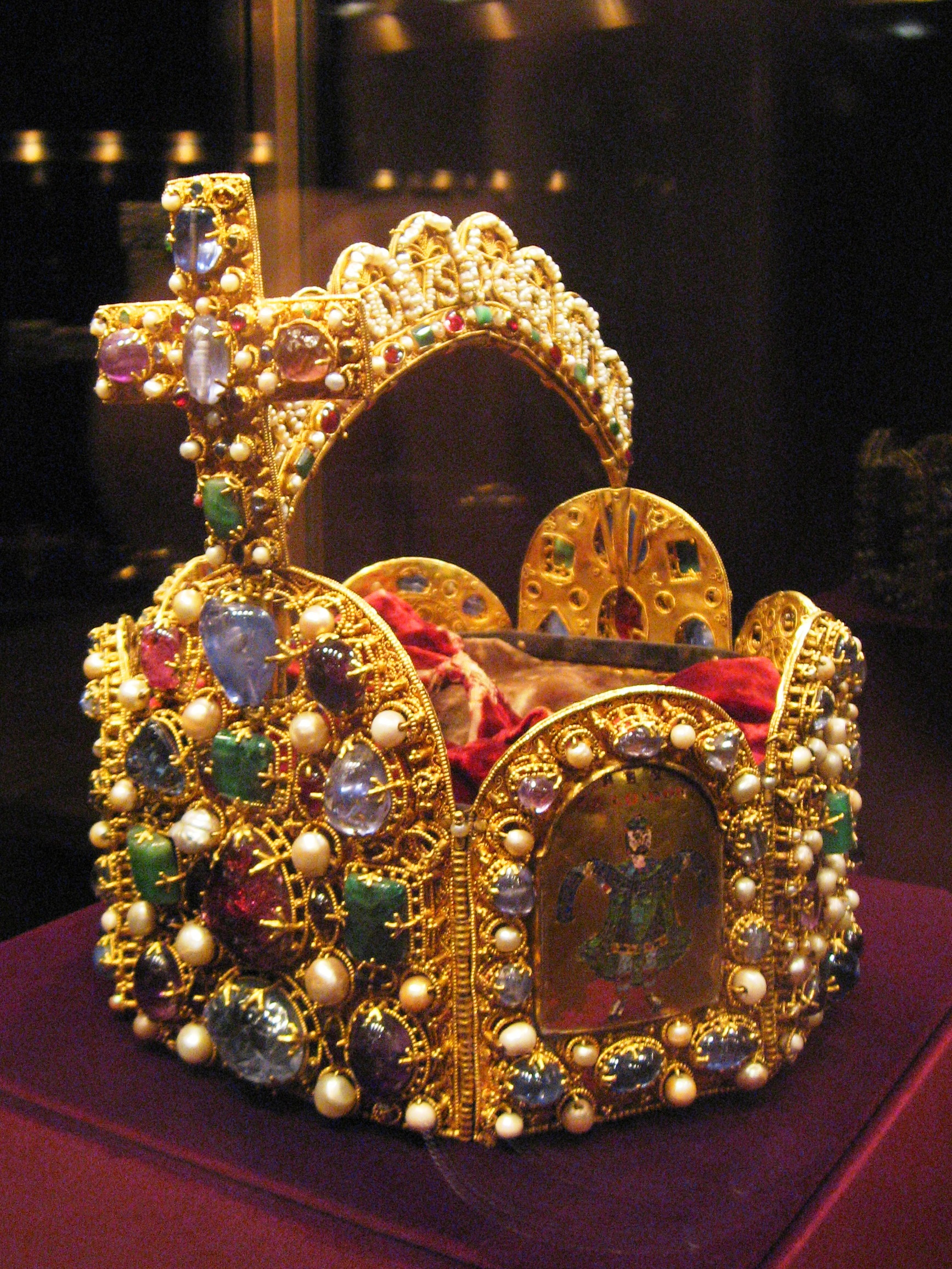
A coroa do Sacro Imperador Romano-Germânico.

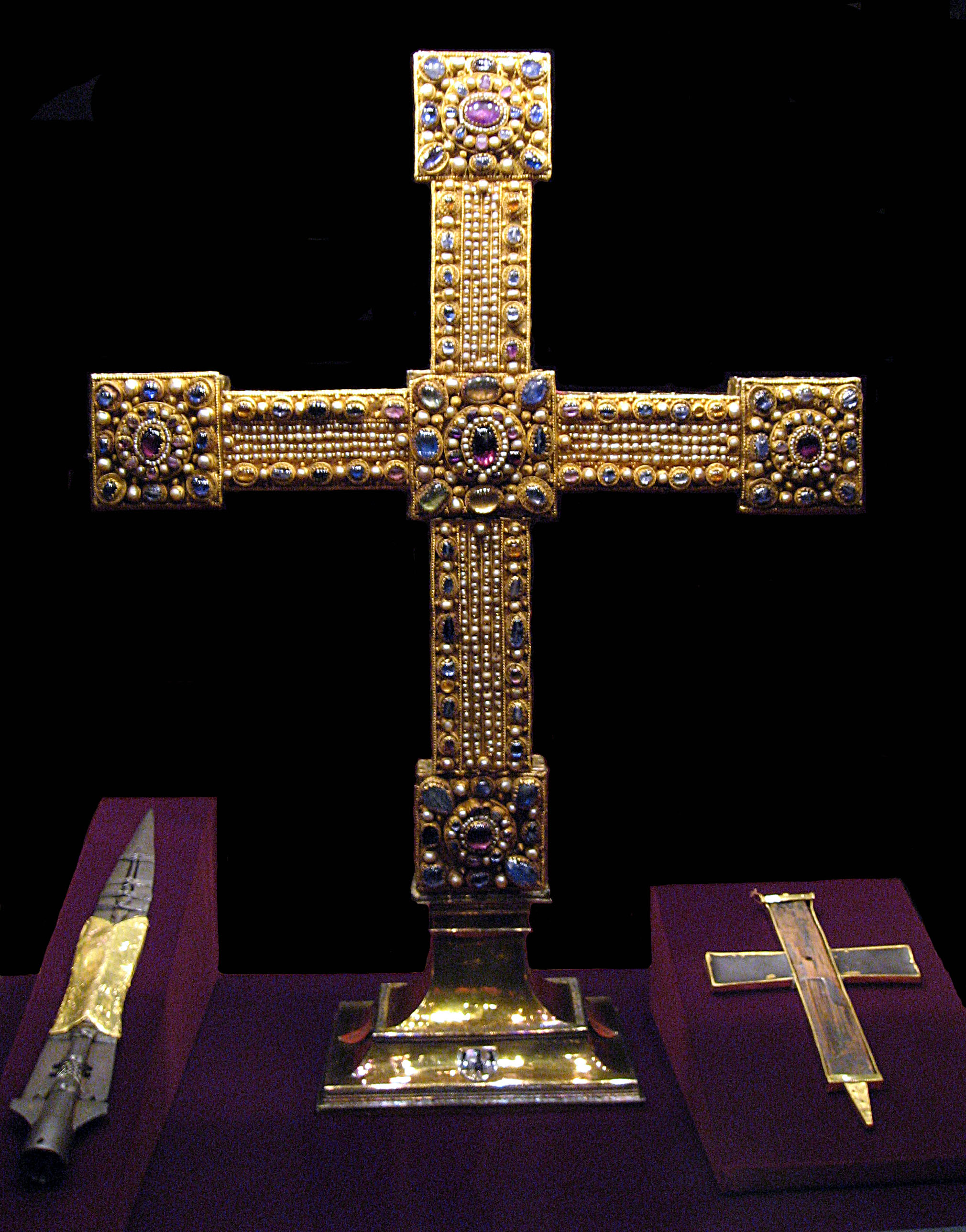
A cruz imperial e a Lança do Destino.

Desde 1438, com uma breve exceção, todos os sacro-imperadores pertenciam à Casa de Áustria. Até 1508, os reis eleitos do povo germânico tiveram que viajar até Roma para serem coroados pelo Papa. A coroa foi provavelmente utilizada, pela primeira vez, na coroação de Conrado II em 1792, e Francisco II, como último sacro-imperador e o primeiro imperador da Áustria. Francisco I foi o último monarca a utilizá-la.
Normalmente, as insígnias do Sacro Império Romano-Germânico eram guardados em Nuremberga e uma pequena parte em Aquisgrano. No entanto, em 1796, com o avanço dos exércitos franceses foram trasladadas para Viena, para evitar que caíssem em mãos francesas. Desde então, eles permanecem no Schatzkammer, mesmo após a dissolução do Sacro Império Romano-Germânico, em 1806. Devido a esta circunstância, as cidades de Aquisgrano e Nuremberga têm procurado em vão o retorno dos emblemas do Sacro Império Romano-Germânico. Em 1938, durante a anexação da Áustria à Alemanha (Anschluss), Hitler ordenou seu envio a Nuremberga. Após a Segunda Guerra Mundial e uma viagem perigosa, foram encontradas pelas tropas americanas em um bunker e retornaram a Viena em 1946.
As insígnias do Sacro-Império constituem num amplo conjunto de peças, algumas com centenas de anos. É uma das coleções mais completas e importantes das coroações do período medieval.
Algumas das peças mais importantes são:
- A coroa imperial
- A espada imperial
- A lança do destino
- A espada de Carlos Magno
- O cetro imperial
- O orbe imperial
- A cruz imperial
- A espada cerimonial
- O manto de coroação
- A indumentária cerimonial
- O evangelho da coroação
- A bolsa de São Estêvão
- Vários relicários

### Os tesouros da herança borgonhesa e a ordem do Tosão de Ouro

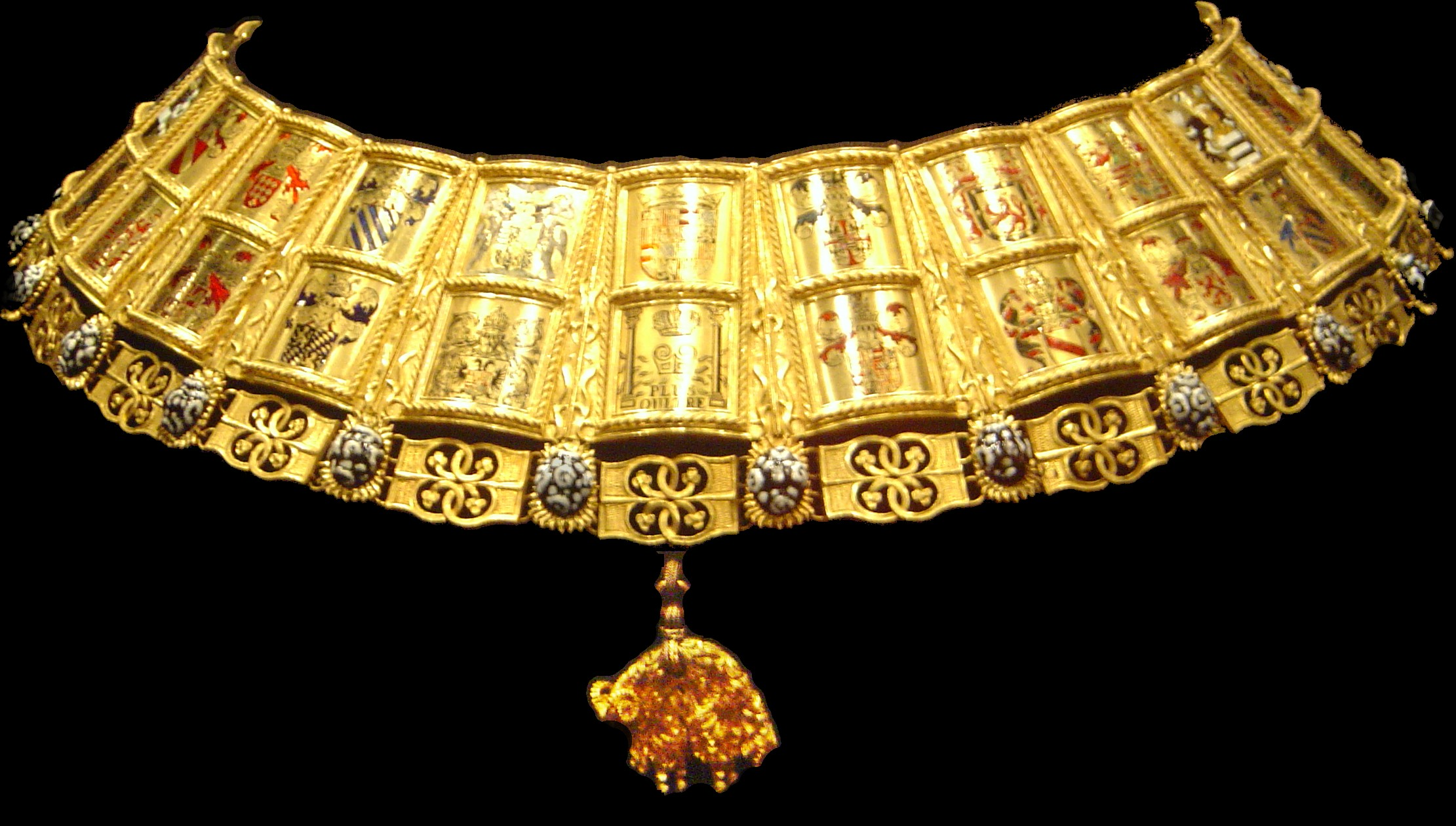
Colar do Rei de Armas da Ordem do Tosão de Ouro exposto na Câmara do Tesouro.

- A expressão herança borgonhesa refere-se a objetos que sobreviveram do grande tesouro dos duques de Borgonha, que foi herdado pelos Habsburgos. Nesta coleção estão a valiosa taça cerimonial de Filipe, o Bom, Duque de Borgonha (que governou de 1419-1467). É feita de ouro e um pedaço de cristal de rocha.

- A Ordem do Tosão de Ouro foi uma das ordens mais prestigiadas na Idade Média e que sobrevive até hoje. Desde o século XVIII, esta ordem de cavalaria tem dois ramos. O ramo austríaco é aquele cujo grão-mestre foi ostentado pelos imperadores do Sacro Império Romano-Germânico e da Áustria (atualmente liderado pelo chefe da casa de Habsburgo, Carlos de Habsburgo-Lorena). O ramo espanhol conta com os monarcas espanhóis como grão-mestres. A Ordem do Tosão de Ouro foi fundada em 1430 pelo duque Filipe, o Bom, de Borgonha para celebrar seu casamento com Isabel de Portugal, seguindo o modelo da Ordem da Jarreteira. Seu simbolismo relembra a batalha em que Gideão derrotou os madianitas em defesa do povo de Israel, tido como um símbolo do Tosão de Ouro, referindo-se ao carneiro que Gideão ofereceu em sacrifício a Deus em ação de graças pela vitória. Na Câmara do Tesouro estão expostos elementos que foram usados em cerimônias da ordem como colares e as vestes dos homens, vestimentas e outros objetos litúrgicos. Destaque para o colar do rei de armas da ordem, conhecido como "potência", que visualmente representa os braços dos membros vivos da época.[2][necessário esclarecer]

### O tesouro sacro

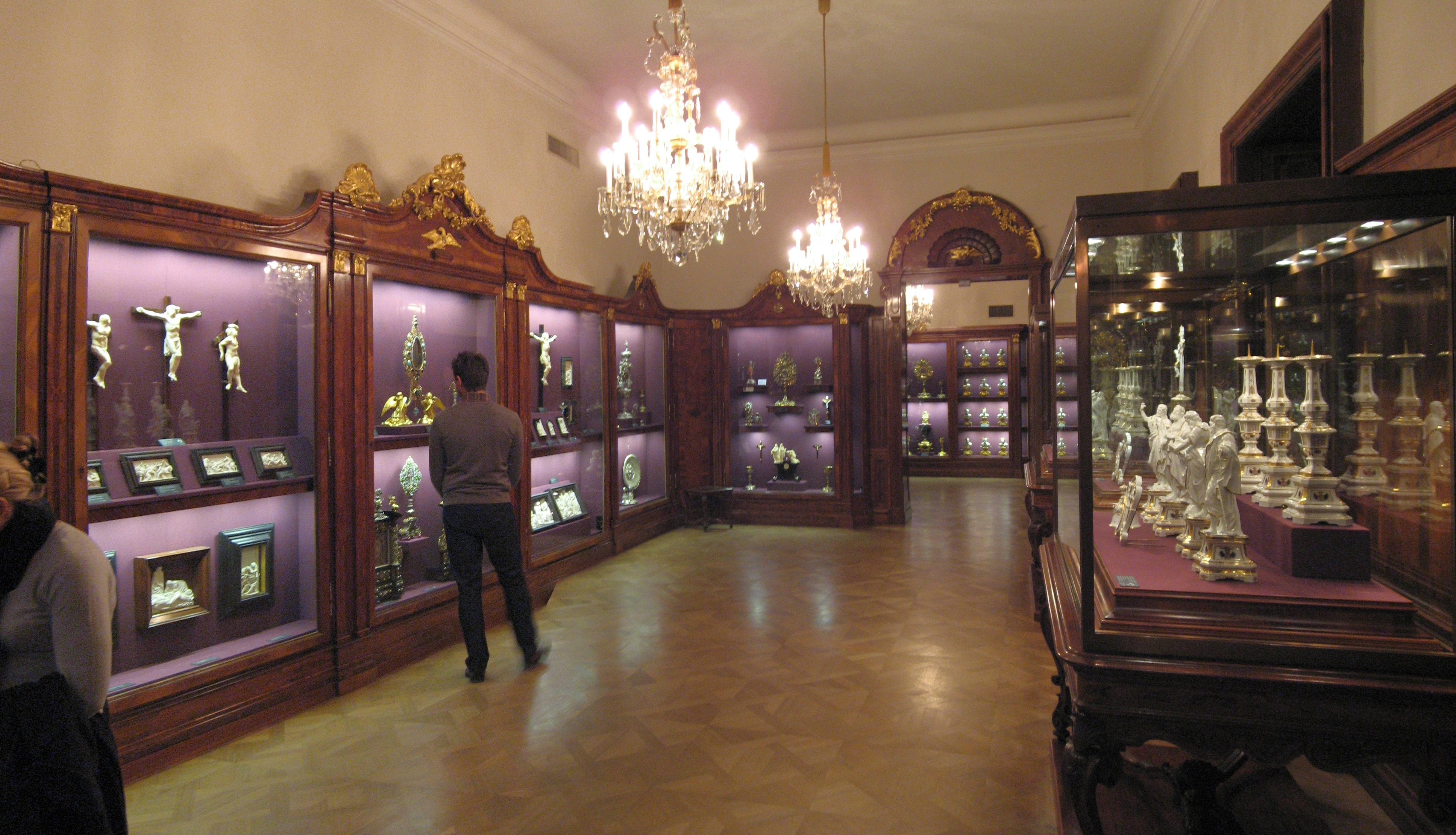
Salas do tesouro sacro.

O tesouro sacro (Geistliche Schatzkammer) é uma coleção muito ampla de objetos valiosos como cruzes, altares, relicários, imagens religiosas e outros elementos empregues em cerimônias religiosas da corte de Habsburgo. Esta coleção é tão extensa que resulta impossível expô-la em sua totalidade. Destacam-se apenas algumas peças, como:
- A cruz do relicário do rei Luís I da Hungria, uma bela cruz dupla de ouro e prata decorada, esmalte e pedras preciosas. Supostamente, contém fragmentos da Vera Cruz preservados com cristal de rocha. Este relicário pode ter sido desenvolvido na Hungria ou em Nápoles, entre 1370 e 1382.
- Um altar de jaspe, realizado por Ottavio Miseroni, em Praga em 1620.
- O santuário dos cravos de Cristo, feito em Augsburgo, em meados do século XVII.
- Uma imagem de Maria, feita com plumas que o artista tarasco Juan Bautista Cuiris fez em Michoacán (Pátzcuaro), México, entre 1550-1580. O artista usou plumas de beija-flor e papagaio em papel e madeira.[3] Destaque pela qualidade das pinturas que realizou com penas. O Tesouro Imperial tem sete trabalhos realizados com esta técnica que pertenceu ao Sacro-Imperador Rodolfo II. Atualmente, possui a maior coleção de obras desse tipo no mundo.
- O Ainkhürn (um suposto chifre de unicórnio). Em realidade, é provável que este chifre seja de um narval. Com uma parte dele se realizou uma jarra e a empunhadura de uma espada.
- O Achatschale (bacia de ágata) que tem inscrições a respeito de Jesus Cristo. Este item foi considerado como Graal.[carece de fontes?]